# Grand Prix Německa 1997
Grand Prix Německa 1997 (LIX. Großer Mobil 1 Preis von Deutschland), 10. závod 48. ročníku mistrovství světa jezdců Formule 1 a 39. ročníku poháru konstruktérů, historicky již 607. grand prix, se již tradičně odehrála na okruhu Hockenheimring.

## Výsledky

### Kvalifikace
| Pořadí | Číslo | Jezdec                | Konstruktér       | Čas      | Odstup |
| ------ | ----- | --------------------- | ----------------- | -------- | ------ |
| 1      | 8     | Gerhard Berger        | Benetton-Renault  | 1:41.873 |        |
| 2      | 12    | Giancarlo Fisichella  | Jordan-Peugeot    | 1:41.896 | +0.023 |
| 3      | 9     | Mika Häkkinen         | McLaren-Mercedes  | 1:42.034 | +0.161 |
| 4      | 5     | Michael Schumacher    | Ferrari           | 1:42.181 | +0.308 |
| 5      | 4     | Heinz-Harald Frentzen | Williams-Renault  | 1:42.421 | +0.548 |
| 6      | 7     | Jean Alesi            | Benetton-Renault  | 1:42.493 | +0.620 |
| 7      | 11    | Ralf Schumacher       | Jordan-Peugeot    | 1:42.498 | +0.625 |
| 8      | 10    | David Coulthard       | McLaren-Mercedes  | 1:42.687 | +0.814 |
| 9      | 3     | Jacques Villeneuve    | Williams-Renault  | 1:42.967 | +1.094 |
| 10     | 6     | Eddie Irvine          | Ferrari           | 1:43.209 | +1.336 |
| 11     | 14    | Jarno Trulli          | Prost-Mugen-Honda | 1:43.226 | +1.353 |
| 12     | 22    | Rubens Barrichello    | Stewart-Ford      | 1:43.272 | +1.399 |
| 13     | 1     | Damon Hill            | Arrows-Yamaha     | 1:43.361 | +1.488 |
| 14     | 16    | Johnny Herbert        | Sauber-Petronas   | 1:43.660 | +1.787 |
| 15     | 23    | Jan Magnussen         | Stewart-Ford      | 1:43.927 | +2.054 |
| 16     | 2     | Pedro Diniz           | Arrows-Yamaha     | 1:44.069 | +2.196 |
| 17     | 15    | Šindži Nakano         | Prost-Mugen-Honda | 1:44.112 | +2.239 |
| 18     | 17    | Norberto Fontana      | Sauber-Petronas   | 1:44.552 | +2.679 |
| 19     | 18    | Mika Salo             | Tyrrell-Ford      | 1:45.372 | +3.499 |
| 20     | 19    | Jos Verstappen        | Tyrrell-Ford      | 1:45.811 | +3.938 |
| 21     | 21    | Tarso Marques         | Minardi-Hart      | 1:45.942 | +4.069 |
| 22     | 20    | Ukjó Katajama         | Minardi-Hart      | 1:46.499 | +4.626 |

### Závod
| Pořadí | Číslo | Jezdec                | Konstruktér       | Kola | Čas/odstoupení | Start | Body |
| ------ | ----- | --------------------- | ----------------- | ---- | -------------- | ----- | ---- |
| 1      | 8     | Gerhard Berger        | Benetton-Renault  | 45   | 1:20:59.046    | 1     | 10   |
| 2      | 5     | Michael Schumacher    | Ferrari           | 45   | +17.527        | 4     | 6    |
| 3      | 9     | Mika Häkkinen         | McLaren-Mercedes  | 45   | +24.770        | 3     | 4    |
| 4      | 14    | Jarno Trulli          | Prost-Mugen-Honda | 45   | +27.165        | 11    | 3    |
| 5      | 11    | Ralf Schumacher       | Jordan-Peugeot    | 45   | +29.995        | 7     | 2    |
| 6      | 7     | Jean Alesi            | Benetton-Renault  | 45   | +34.717        | 6     | 1    |
| 7      | 15    | Šindži Nakano         | Prost-Mugen-Honda | 45   | +1:19.722      | 17    |      |
| 8      | 1     | Damon Hill            | Arrows-Yamaha     | 44   | +1 kolo        | 13    |      |
| 9      | 17    | Norberto Fontana      | Sauber-Petronas   | 44   | +1 kolo        | 18    |      |
| 10     | 18    | Jos Verstappen        | Tyrrell-Ford      | 44   | +1 kolo        | 20    |      |
| 11     | 12    | Giancarlo Fisichella  | Jordan-Peugeot    | 40   | +5 kol         | 2     |      |
| Ret    | 22    | Rubens Barrichello    | Stewart-Ford      | 33   | Motor          | 12    |      |
| Ret    | 19    | Mika Salo             | Tyrrell-Ford      | 33   | Spojka         | 19    |      |
| Ret    | 3     | Jacques Villeneuve    | Williams-Renault  | 33   | Vyjetí z trati | 9     |      |
| Ret    | 23    | Jan Magnussen         | Stewart-Ford      | 27   | Motor          | 15    |      |
| Ret    | 20    | Ukjó Katajama         | Minardi-Hart      | 23   | Únik paliva    | 22    |      |
| Ret    | 16    | Johnny Herbert        | Sauber-Petronas   | 8    | Kolize         | 14    |      |
| Ret    | 2     | Pedro Diniz           | Arrows-Yamaha     | 8    | Kolize         | 16    |      |
| Ret    | 10    | David Coulthard       | McLaren-Mercedes  | 1    | Převody        | 8     |      |
| Ret    | 4     | Heinz-Harald Frentzen | Williams-Renault  | 1    | Kolize         | 5     |      |
| Ret    | 6     | Eddie Irvine          | Ferrari           | 1    | Kolize         | 10    |      |
| Ret    | 21    | Tarso Marques         | Minardi-Hart      | 0    | Převodovka     | 21    |      |

## Průběžné pořadí šampionátu
Pohár jezdců
| Pořadí | Jezdec                | Body |
| ------ | --------------------- | ---- |
| 1      | Michael Schumacher    | 53   |
| 2      | Jacques Villeneuve    | 43   |
| 3      | Jean Alesi            | 22   |
| 4      | Gerhard Berger        | 20   |
| 5      | Heinz-Harald Frentzen | 19   |

Pohár konstruktérů
| Pořadí | Konstruktér       | Body |
| ------ | ----------------- | ---- |
| 1      | Ferrari           | 71   |
| 2      | Williams-Renault  | 62   |
| 3      | Benetton-Renault  | 46   |
| 4      | McLaren-Mercedes  | 28   |
| 5      | Prost-Mugen-Honda | 19   |